# Ecdício Ávito
Ecdício Ávito (em latim: Ecdicius Avitus; cá. 420 — após 475) foi um aristocrata galo-romano e senador romano, mestre dos soldados na presença (magister militum praesentalis) de 474 até 475.
Como filho do imperador romano Ávito, Ecdício foi educado em Augustonemetum (atual Clermont-Ferrand), onde vivia e possuía algumas terras. Na década de 460 era um dos mais ricos e importantes do vasto Império Romano do Ocidente e permaneceu na corte de Antêmio até 469.
Ecdício e seu cunhado Sidônio Apolinário, bispo de Clermont (casado com a irmã de Ecdício, Papianila), se propuseram a defender a região de Auvergne entre 471 e 474 contra a invasao dos visigodos. O rei visigodo Eurico sitiou muitas cidades, mas Ecdício, com uma armada privada de mercenários, pagos de seu próprio bolso, trouxe provisoes a estas cidades, levantou seus cercos, e alimentou muitos pobres. De acordo com a lenda, o exército de Ecdício era formado por poucos homens, entre dez e dezoito.
Em 471, Antêmio enviou um exército para a Gália sob o comando de seu filho Antemiolo, a fim de atacar os visigodos, mas foi derrotado perto de Arles e em 473 os visigodos capturaram Arles e Marselha, além de ameaçarem a Itália. Ecdício foi promovido a patrício do Império Romano pelo novo imperador Júlio Nepos e recebeu o título de mestre dos soldados na presença. Quando acabou de expulsar os visigodos da Provença quando, em 475, foi chamado novamente para a Itália, pelo imperador e Flávio Orestes, sendo enviado de volta à Gália. O imperador trocou prontamente Auvergne pela Provença e deu aos Visigodos o que eles solicitavam há muito tempo.
Ecdício provavelmente fugiu de Auvergne e se refugiou na Borgonha após o ocorrido. Algumas cartas de Cassiodoro (Epistulae 2.4, 22) sugerem que ele sobreviveu até o começo do século VI.